# Huperzia tenuicaulis
Huperzia tenuicaulis là một loài thực vật có mạch trong Họ Thạch tùng. Loài này được (Underw. & Lloyd) B. Øllg. mô tả khoa học đầu tiên năm 1987.